# West Coast jazz
West Coast jazz (en español: jazz de la costa oeste) es un estilo del jazz que se desarrolló en Estados Unidos, en la ciudad de Los Ángeles, California, en la misma época en que el hard bop se desarrollaba en Nueva York, en los años cincuenta y sesenta. El West Coast jazz se considera habitualmente como la corriente principal del cool. El estilo tuvo un gran éxito entre los músicos y el público durante la década de 1950.
Pacific Jazz Records y Contemporary fueron dos de las compañías discográficas que prestaron más atención al estilo, en medida similar a cómo Blue Note lo hizo para el hard bop.

## Características del estilo
El West Coast jazz se caracteriza por ser un estilo menos frenético, más calmado, que el hard bop. El West Coast tuvo una especie de leyenda negra, divulgada por críticos como el francés Hughes Pannassié, desde una perspectiva conservadora, y otros críticos desde la visión opuesta, precisamente por algunas de sus características:
1. Es un estilo que “renuncia” a algunos de los hallazgos del Be Bop, especialmente en la pulsión del ritmo y en la forma de abordar los arreglos, para volver a conceptos del Swing. Aunque, en realidad, lo que hubo fue un desarrollo de las formas más avanzadas del swing, especialmente bajo la influencia de Lester Young, para adoptar las innovaciones del Be Bop de forma original y autónoma.
2. Según Pannassié y otros, es un “jazz de blancos”, acomodados y bien asentados en lugares tan poco “undergrounds” como la playa de Hermosa Beach. Ciertamente, un porcentaje muy apreciable de los músicos del género eran blancos, pero en el estilo hay un buen número de creadores de origen afroamericano que han sido indispensables en su desarrollo: El contrabajista Victor Gaskin, los saxofonistas Curtis Amy, Buddy Collette o Teddy Edwards, el magnífico y poco recordado trompetista Dupree Bolton, el pianista Hampton Hawes, el batería Chico Hamilton, y el guitarrista Ray Crawford; además, por supuesto, de John Lewis (p), Wayne Henderson (tb) y, en ciertos momentos, el propio Clifford Brown (tp).
3. Otra característica mal vista del género, fue su éxito comercial, facturando discos que se vendían por millones: es el caso de Dave Brubeck y Paul Desmond, con su triunfal «Take Five», incluido en el disco Time Out (1959). También facturó un buen número de copias de su West Coast Jazz (1955) el saxo tenor Stan Getz, que después arrasaría con su fusión brasileña. Además del exitoso “Peter Gunn” de Henry Mancini, que se tiró de cabeza al estilo, con repercusión mundial. Otro grupo que consiguió bastante repercusión fue el cuarteto sin piano de Gerry Mulligan (sxb) y Chet Baker (tp), a comienzos de los años 1950.

## Orígenes del estilo
El sonido West Coast, es un híbrido de diferentes orígenes e influencias que, además, y como suele suceder, tiene tantas versiones casi como músicos militaron en él. Las big bands de la Costa Oeste ya venían realizando, desde los primeros años cuarenta, una forma muy personal y peculiar de swing: Las bandas de Woody Herman, Wardell Gray, Conrad Gozzo o Herb Heller iban por caminos muy alejados de las grandes orquestas del Este, influidas por la música de gente como Lester Young. Especialmente, la big band de Stan Kenton, desde bastante antes de su Innovations in modern music (1950), enfiló una senda claramente divergente.
Por supuesto, algunas bandas del Este también trabajaban bajo estos esquemas (Claude Thornhill, Ralph Burns, sobre todo, o el mismo Miles Davis con Gil Evans), pero en California, la conjunción de este trabajo de las Big Bands, unido al impacto del Bebop, generó un estilo propio y rico.
Sin embargo, el primer reconocimiento general del nuevo estilo, y el acto que le dio nombre global, fueron las grabaciones de Miles Davis llamadas Birth of the cool, que se grabaron en enero de 1949, en Nueva York.

## Principales músicos
La mayor parte de los nombres más relevantes del West Coast, provenían de las big bands citadas, especialmente de las de Herman y Kenton. Las figuras más relevantes del West Coast no fueron músicos con una proyección histórica poderosa, como los del Hard Bop. Es el caso de Shorty Rogers (tp), Shelly Manne (bt), o Howard Rumsey (cb). 
Pero la nómina de instrumentistas que militaron en el West Coast es impresionante, incluso descontando a los que ya hemos nombrado: Los trompetistas Conte Candoli, Don Fagerquist, Robert Knight y Jon Eardley; los trombonistas Bob Enevoldsen, Herbie Harper, Bob Brookmeyer y Frank Rosolino; el trompista John Graas; el oboe Bob Cooper; los saxos altos Art Pepper, Lennie Niehaus, Paul Horn, Bud Shank (estos últimos también flautistas)... ; los tenores Dave Pell, Joe Maini, Richie Kamuca, Zoot Sims, Jack Montrose o Bill Holman; los barítonos Jimmy Giuffre, Jack Nimitz, Bob Gordon o Serge Chaloff (que volvió relativamente pronto a su Boston natal); los pianistas Lennie Tristano, Russ Freeman, Pete Jolly, André Previn o Claude Williamson; el vibrafonista Larry Bunker; los bajistas Harry Babasin (que también tocaba el chelo), Curtis Counce, Leroy Vinnegar y Joe Mondragon; y, finalmente, los baterías Mel Lewis, Ron Selico y Roy Harte.
Fue el West Coast un estilo de pequeños grupos, pero también de big bands sólidas y respetadas, en muchos casos con formaciones inusuales (trompas, oboes, tubas...). Estaban, por supuesto, las bandas “de referencia” de Shorty Rogers y de Shelly Manne. Pero entre todas, destaca la big band que reunió durante unos años el trompetista Gerald Wilson, y que contaba en sus filas con músicos como Teddy Edwards, Buddy Collette, Joe Maini, Jack Nimitz, Robert Knight y Mel Lewis. 
Es difícil entender el jazz que vino a partir de mediados de los sesenta, sin tener en cuenta el trabajo de los músicos de la West Coast. Por ejemplo, sería imposible la inmersión que se dio el jazz en la bossa nova, sin el West Coast. Por supuesto, el jazz europeo de los ochenta, es un absoluto deudor de este estilo californiano, que por cierto, tuvo buenos representantes en la Francia de los cincuenta (Bernard Peiffer, Bernard Zacharias ...).

## Información adicional

### Discografía relevante
El sello de la Costa Este, Blue Note, ha recuperado un buen número de grabaciones de Pacific Jazz Records (el sello clave del West Coast) y Capitol.
- Varios West Coast Jazz. Hermosa Beach 1951-1954 (Modern Series- Saga)
- Miles Davis The complete birth of the cool (Blue Note)
- Gerry Mulligan The Original Quartet with Chet Baker (Blue Note)
- Bud Shank & Bob Cooper Blowin' country (Blue Note)
- Curtis Amy & Dupree Bolton Katanga (Blue Note)
- Teddy Edwards Sunset eyes (Blue Note)
- Shorty Rogers Cool and Crazy (RCA)
- Howard Rumsey & The Lighthouse All Stars Volume 6 (Contemporary)
- Lennie Niehaus The sextet. Volume 5 (Contemporary)
- Henry Mancini The music of Peter Gunn (Buddah)

### Estilos relacionados
- Third Stream
- Bossa nova